# Frank Duveneck

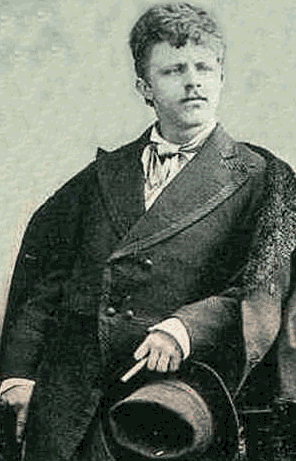
Frank Duveneck, 1874

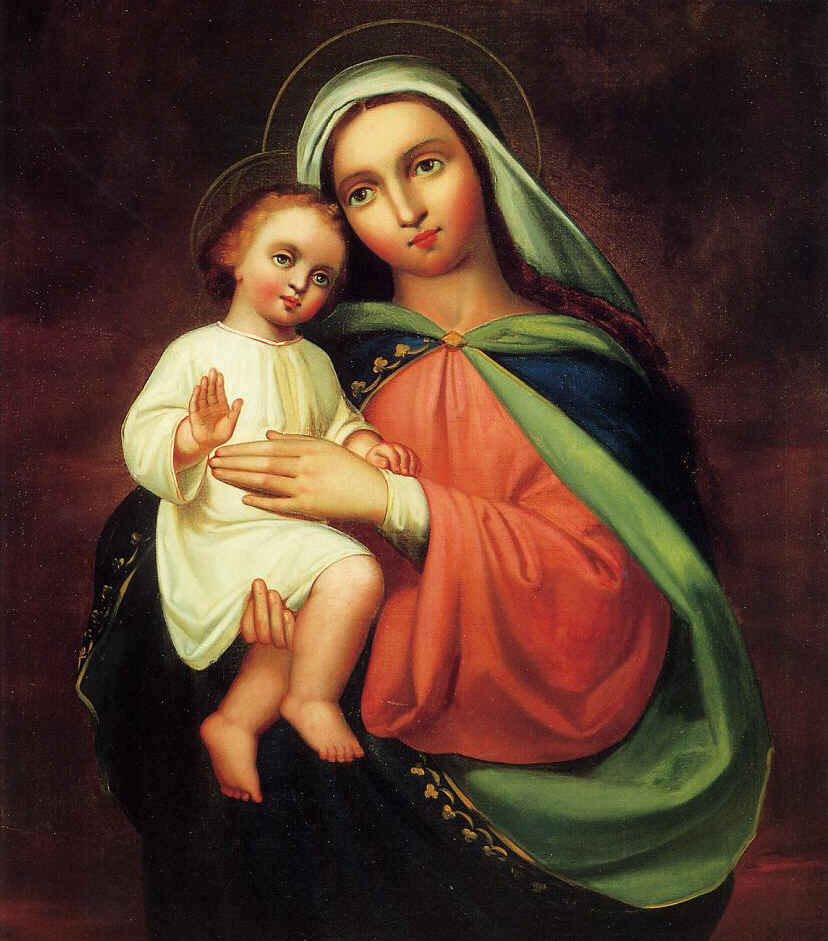
Madonna mit Kind, 1868, Frühwerk Duvenecks unter dem Einfluss seines Lehrers Johann Schmitt

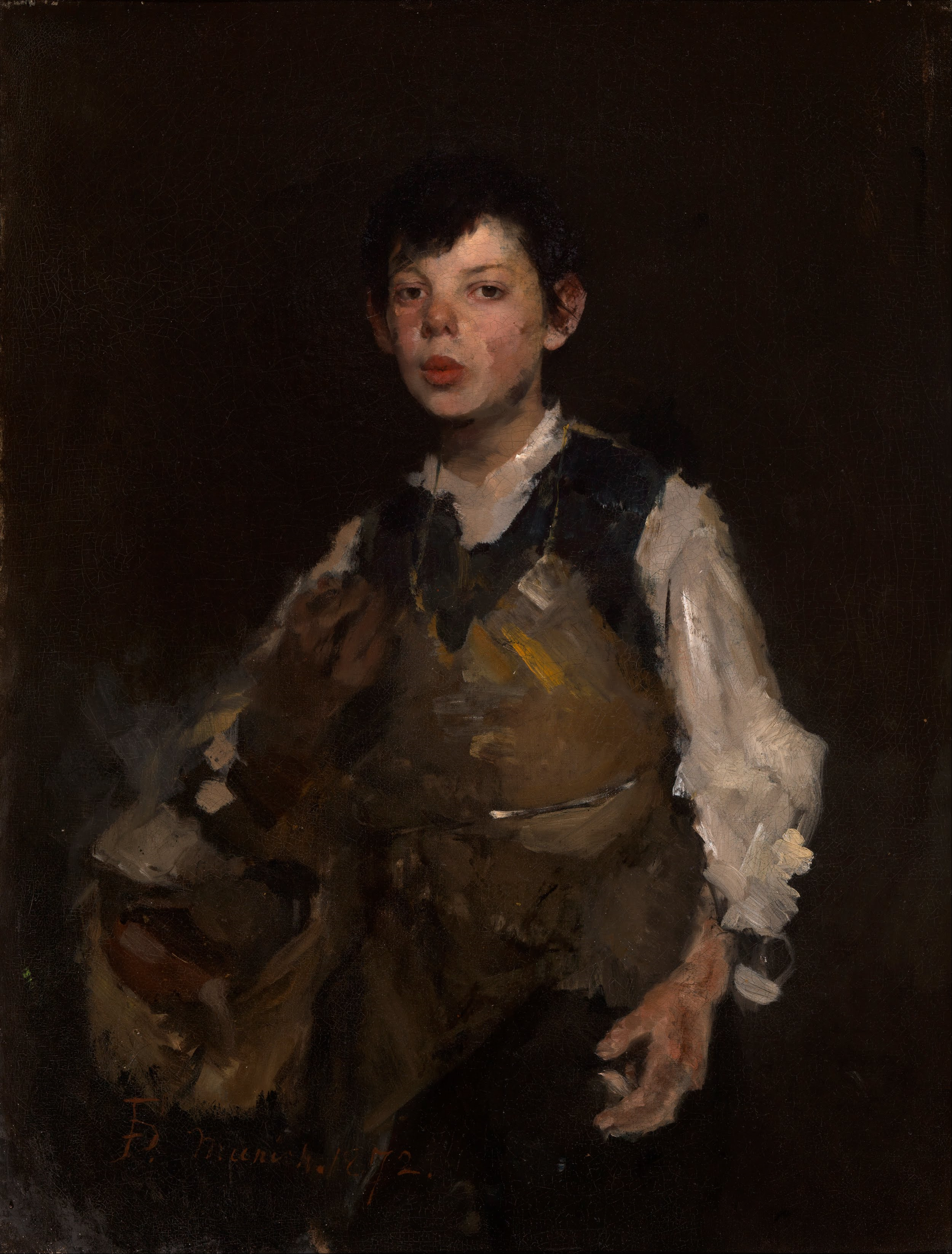
Whistling Boy, 1872

Frank Duveneck, geboren als Frank Decker, (* 9. Oktober 1848 in Covington, Kentucky; † 3. Januar 1919 in Cincinnati) war ein US-amerikanischer Maler, Radierer und Bildhauer des Impressionismus.

## Leben
Francis Decker war der Sohn der deutschen Einwanderer- und Schusterfamilie Bernard und Katherine Decker, geborene Siemers und später Duveneck. Nach dem Choleratod seines Vaters 1849 und der zweiten Heirat seiner Mutter mit dem Lebensmittelhändler Joseph Duveneck 1850 zog er nach Cincinnati und nahm den Namen seines Stiefvaters an. Seine früheste Ausbildung in der Malerei erhielt er in Cincinnati durch Johann Schmitt und Wilhelm Lamprecht, die als Dekorateure in Kirchen und Klöstern der Benediktiner arbeiteten. 1870 ging er nach München, um an der Akademie der bildenden Künste zu studieren. Seine Hauptlehrer wurden Wilhelm Diez und Wilhelm Leibl und er lernte vor allem die Bilder von Diego Velázquez und Franz Hals kennen. Duveneck malte in München vor allem sehr realistische Porträts, unter anderem um 1873 eines von Professor Ludwig von Löfftz, das heute im Art Museum in Cincinnati hängt. Bereits in diesem sehr dunkel gehaltenen Bild gestaltete er die Hände und das Gesicht in dicken und breiten Pinselstrichen und gab ihnen damit eine besonders intensive Skulptur. Auch sein Whistling Boy von 1871, heute ebenfalls in Cincinnati, wurde entsprechend bekannt.
1873 kehrte Duveneck in die USA zurück und begann ein Jahr später als Lehrer am Ohio Mechanics Institute. Zu seinen bekanntesten Schülern gehörten dabei John Twachtman und Robert Frederick Blum (1857–1903). Die erste größere Aufmerksamkeit erfuhr Frank Duveneck durch eine Ausstellung des Boston Arts Club 1875, insbesondere durch den bekannten Kunstkritiker Henry James, der ihn in The Nation am 3. Juni 1875 einen unsuspected man of genius nannte. Im gleichen Jahr ging Duveneck erneut nach München, begleitet von seinen Schülern Twachtman und
Henry Farny (1847–1916), und lernte dort William Merritt Chase und Walter Shirlaw (1838–1910) kennen. Im Mai 1876 reiste er nach Paris und im darauf folgenden Jahr ging er gemeinsam mit Chase und Twachtman für neun Monate nach Venedig.
Im Jahr 1878 kehrten sie nach München zurück und Duveneck gab als Hochschullehrer der Akademie in dem bayerischen Ort Polling seine ersten Malstunden. Unter seinen Schülern befanden sich eine Reihe von amerikanischen Studenten wie Elizabeth Adela Forbes, John White Alexander, Joseph DeCamp, Julius Rolshoven (1858–1930) und Theodore Wendel (1859–1932). 1879 ging Duveneck mit mehreren Begleitern, bekannt als The Duveneck Boys, erneut nach Venedig und Florenz und traf hier auf James McNeill Whistler und Otto Bacher (1856–1909), von denen er die Kunst der Radierung erlernte. Er stellte seine Radierungen 1881 gemeinsam mit Whistler in einer Ausstellung der neu gegründeten Society of Painter-Etchers in London aus, und obwohl seine Stiche weniger detailliert waren als die seines Freundes, wurden sie für Whistlers Werk unter einem Pseudonym gehalten und sorgten für entsprechende Furore, in deren Verlauf auch die Freundschaft der beiden Künstler endete.
Während seines Italienaufenthaltes änderte sich allerdings auch der Stil und vor allem das Sujet der Malerei Duvenecks. Statt der bisher bevorzugten Porträts malte er mehr Landschafts- und Genrebilder und gab diesen mehr Farben mit geringerer Skulptur. 1886 heiratete er seine Schülerin Elizabeth Boott, eine aus Boston stammende und in Florenz lebende Malerin. Sie starb allerdings bereits 1888, im gleichen Jahr, in dem Duveneck ein großes Porträt von ihr erstellte, und er ging zurück nach Cincinnati, um an der Art Academy of Cincinnati zu lehren. Dort erstellte er eine große Statue von seiner verstorbenen Frau und ließ auf dem Allori-Friedhof in Florenz eine Bronzekopie der Statue auf das Grab stellen. Er lebte bis zu seinem Tod im Jahr 1919 in Covington und lehrte an der Art Academy of Cincinnati, wo Cornelia Cassady Davis, Ida Holterhoff Holloway, John Christen Johansen, Maud Hunt Squire, Edward Charles Volkert, Frances Farrand Dodge zu seinen Schülern zählten. Er reiste nur ab und an in die Umgebung und verbrachte die Sommer in Gloucester, Massachusetts, wo er vor allem farbenfrohe und impressionistische Landschaftsbilder wie Dock Sheds at Low Tide (um 1900, heute im Marine-Museum in Newport News, Virginia) malte. 1898 wurde er in die American Academy of Arts and Letters aufgenommen. 1906 wurde er zum Mitglied der National Academy of Design gewählt und 1915 wurden seine Arbeiten in einer großen Ausstellung auf der Weltausstellung Panama-Pacific International Exposition in San Francisco gezeigt. Duveneck starb vier Jahre später, 1919, in Cincinnati.

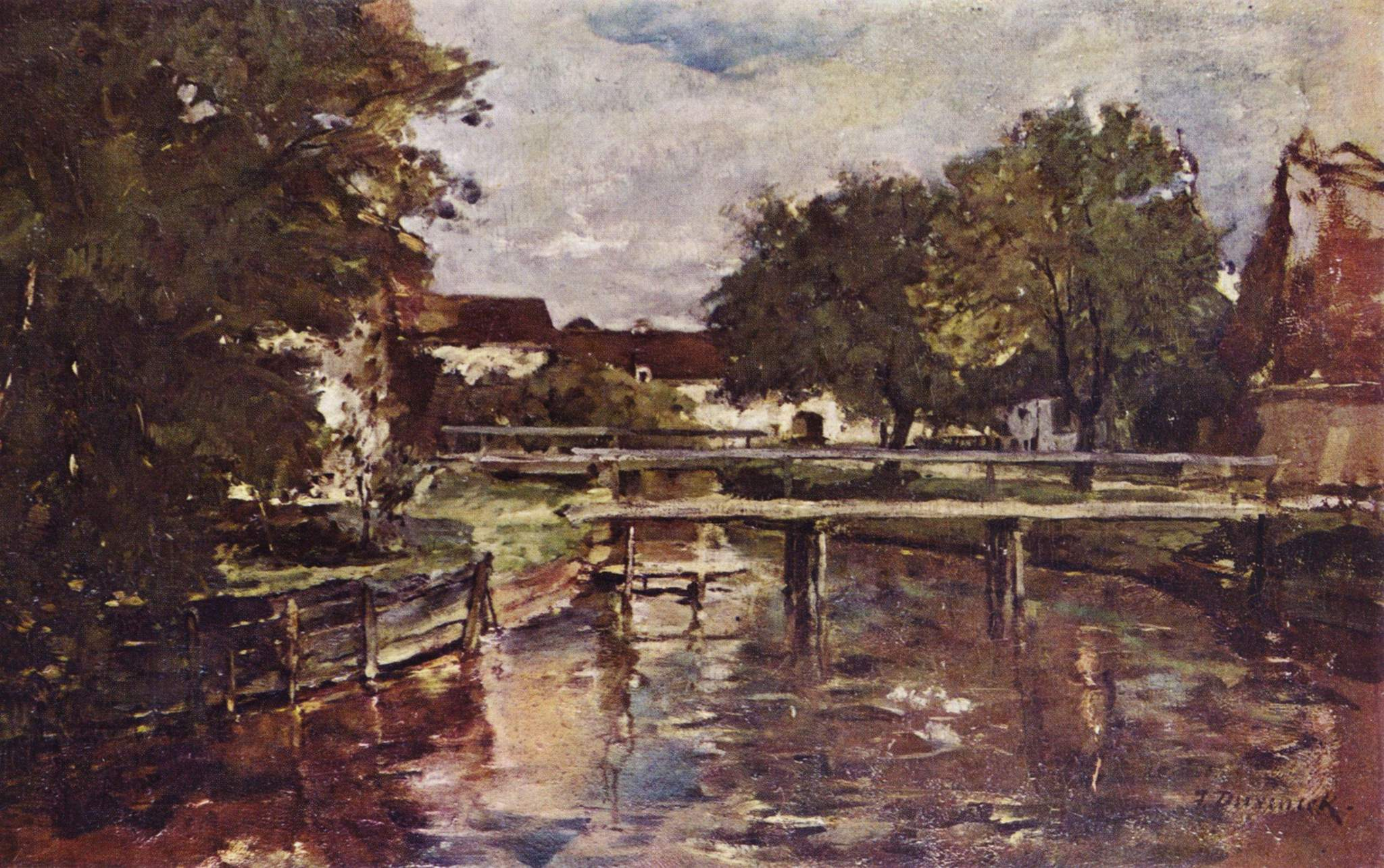
Am Fluß in Polling, 1878

In Polling ist eine Straße nach Frank Duveneck benannt.